# Granegöl (Fågelfors socken, Småland)
Granegöl är en sjö i Högsby kommun i Småland och ingår i Emåns huvudavrinningsområde.